# Guy Niv
Guy Niv, né le 8 mars 1994 à Misgav, est un coureur cycliste israélien, membre de l'équipe Israel-Premier Tech. Il est le premier coureur israélien à participer au Tour de France en 2020.

## Biographie
D'abord concentré sur le VTT, Guy Niv participe à ses premières compétitions sur route en 2017 dans l'équipe de développement d'Israel Cycling Academy. Avec celle-ci, il se distingue lors de courses du calendrier amateur espagnol, en terminant notamment troisième d'une étape du Tour de Lleida. Lors de la deuxième partie de saison, il intègre l'équipe continentale professionnelle Israel Cycling Academy en tant que stagiaire avant d'y signer un contrat de deux ans.
En avril 2018, il se classe 71e du Tour des Alpes. Il est sélectionné avec son compatriote Guy Sagiv pour participer au Tour d'Italie 2018 qui s'élance de Jérusalem. Ils deviennent les premiers coureurs israéliens à participer à un grand tour. Malade, il abandonne lors de la 5e étape. En 2019, il termine sixième du Tour de Taïwan et septième du Tour de Cova da Beira.
Initialement non retenu pour participer au Tour de France 2022, Niv est sélectionné à la suite d'un test positif de son coéquipier Daryl Impey au SARS-CoV-2 à la veille du départ qui l'amène à déclarer forfait. Il annonce arrêter sa carrière en fin de saison, déclarant n'être « pas assez satisfait et heureux dans cette vie » de coureur.

## Palmarès sur route

### Par année
- 2017
  - 2e du Tour d'Arad
- 2019
  -  Champion d'Israël du contre-la-montre
  - 3e du championnat d'Israël sur route
- 2020
  - 2e du championnat d'Israël du contre-la-montre
- 2021
  - 1re étape (b) de la Semaine internationale Coppi et Bartali (contre-la-montre par équipes)

### Résultats sur les grands tours

#### Tour de France
2 participations
- 2020 : 139e
- 2022 : 77e

#### Tour d'Italie
3 participations
- 2018 : abandon (5e étape)
- 2019 : 113e
- 2021 : 74e

#### Tour d'Espagne
1 participation
- 2021 : 93e

### Classements mondiaux
| Année                                 | 2018  | 2019 | 2020  | 2021  | 2022  |
| ------------------------------------- | ----- | ---- | ----- | ----- | ----- |
| Classement mondial                    | 1962e | 657e | 1203e | 1988e | 1569e |
| UCI Europe Tour                       | 1305e | 488e | 927e  | 1346e | 1052e |
|                                       |       |      |       |       |       |
| Légende : nc = non classéSource : UCI |       |      |       |       |       |

## Palmarès en VTT

### Championnats d'Israël
- 2012
  - 2e du championnat d'Israël de cross-country juniors
- 2014
  - 3e du championnat d'Israël de cross-country
  - 3e du championnat d'Israël de cross-country eliminator
- 2015
  - 2e du championnat d'Israël de cross-country eliminator